# Carl Albert Andersen
Ne doit pas être confondu avec Carl Andersen (gymnaste).
Carl Albert « Flisa » Andersen, né le 15 août 1876 à Bryn i Østre Aker et mort le 28 septembre 1951 à Oslo, est un athlète et gymnaste norvégien.
Il a participé aux Jeux olympiques d'été de 1900 où il a remporté la médaille de bronze au saut à la perche et obtenu la 4e place au saut en hauteur. Aux Jeux olympiques intercalaires de 1906, il remporte la médaille d'or par équipe en gymnastique. Aux Jeux olympiques d'été de 1908, il remporte la médaille d'argent également par équipe en gymnastique.